# Herbert Janeczka
Herbert Janeczka (né le 18 juin 1904 à Vienne, mort le 23 décembre 1988 dans la même ville) est un ingénieur du son autrichien.

## Biographie
Ce fils de commerçant obtient son diplôme d'ingénieur à l'université technique de Vienne et travaille de 1928 à 1934 en tant qu'assistant dans le département consacré aux techniques du cinéma.
Il est ensuite embauché par Sascha-Film comme ingénieur du son. Il participe à des divertissements populaires jusqu'à la fin de la guerre. En 1946, il est chargé de la radiodiffusion à Sankt Florian. Il revient au cinéma six ans plus tard.
Janeczka travaille pour tous les grands cinéastes autrichiens. Il collabore à une multitude de films allant de la petite comédie aux grandes productions comme Trois Hommes dans la neige de Kurt Hoffmann ou les Sissi d'Ernst Marischka.
Il prend sa retraite à l'âge de 60 ans.

## Filmographie
- 1934 : Bretter, die die Welt bedeuten
- 1935 : Ein Teufelskerl
- 1935 : Tanzmusik
- 1935 : L'Auberge du Cheval Blanc
- 1935 : Die ewige Maske
- 1935 : Tagebuch der Geliebten
- 1935 : Die Leuchter des Kaisers
- 1936: Konfetti
- 1936: Heut' ist der schönste Tag in meinem Leben (de)
- 1936: Schatten der Vergangenheit
- 1936: Hannerl und ihre Liebhaber
- 1936: Lumpacivagabundus
- 1936: Der Mann, von dem man spricht
- 1937: Die glücklichste Ehe der Welt
- 1937: Le Charme de la Bohème (de)
- 1937: Adieu valse de Vienne
- 1937: Sourires de Vienne
- 1938: Der Hampelmann
- 1938: Le Miroir de la vie
- 1938: Hotel Sacher (de)
- 1939: Marguerite: 3
- 1939: On a volé un homme
- 1940 : Donauschiffer
- 1940 : Wiener G’schichten
- 1940 : Der liebe Augustin
- 1940 : Sept années de poisse
- 1940 : Dreimal Hochzeit
- 1940 : Ma fille est millionaire
- 1941: Brüderlein fein
- 1942: Die heimliche Gräfin
- 1942: Späte Liebe
- 1943: Die kluge Marianne
- 1943: Schrammeln (de)
- 1947: Am Ende der Welt
- 1949: Jeunes Filles de Vienne
- 1951: Das unmögliche Mädchen
- 1952 : Symphonie Wien
- 1952 : Vienne, premier avril an 2000 (1. April 2000)
- 1952 : L'Histoire pasionnante d'une star
- 1953: Kaiserwalzer
- 1953: Hab’ ich nur Deine Liebe (de)
- 1953: Drei von denen man spricht
- 1953: Pünktchen und Anton (de)
- 1954: Tiefland
- 1954: Der erste Kuß
- 1954: Bruder Martin (de)
- 1954: Echo der Berge
- 1954: Les Jeunes Années d'une reine
- 1954: Der Weg in die Vergangenheit
- 1955: Spionage
- 1955 : Trois Hommes dans la neige (Drei Männer im Schnee) de Kurt Hoffmann
- 1955: Dunja
- 1955: Ihr erstes Rendezvous
- 1955: Sissi
- 1955: Mayerling - le dernier amour du fils de Sissi
- 1955: Symphonie in Gold
- 1956 : Lumpazivagabundus (La Fortune sourit aux vagabonds)
- 1956 : Wenn Poldi ins Manöver zieht
- 1956 : Hengst Maestoso Austria (de)
- 1956 : Bal à l'Opéra
- 1956 : Mariés pour rire
- 1956 : Sissi impératrice
- 1957: Vier Mädels aus der Wachau
- 1957: Die unentschuldigte Stunde
- 1957: Die Heilige und ihr Narr
- 1957: Die Lindenwirtin vom Donaustrand
- 1957: Sissi face à son destin
- 1958: Man ist nur zweimal jung
- 1958: Immer die Radfahrer (de)
- 1958: La Maison des trois jeunes filles
- 1958: Hoch klingt der Radetzkymarsch
- 1958: Der Priester und das Mädchen
- 1958: Skandal um Dodo
- 1958: Mikosch im Geheimdienst
- 1959: Éva ou les Carnets secrets d'une jeune fille
- 1959: Les Géants de la forêt
- 1959: Traumrevue
- 1959: Wenn die Glocken hell erklingen (de)
- 1959: Ich heirate Herrn Direktor
- 1960 : Meine Nichte tut das nicht
- 1960 : Kriminaltango
- 1960 : Das Erbe von Björndal
- 1960 : Les Grands sapins (de)
- 1960 : L'Auberge du Cheval-Blanc
- 1960 : Heimweh nach dir, mein grünes Tal (de)
- 1961: Jedermann
- 1961: Les Aventures du comte Bobby
- 1961: Junge Leute brauchen Liebe
- 1961: Mariandl
- 1961: Saison in Salzburg
- 1961: La Chauve-Souris
- 1961: Presque des anges
- 1962: La Douceur de vivre du comte Bobby
- 1962: Les Liaisons douteuses
- 1962: Waldrausch
- 1962: Romanze in Venedig (de)
- 1962: Mariandls Heimkehr
- 1962: Hochzeitsnacht im Paradies
- 1962: La Veuve joyeuse
- 1962: …und ewig knallen die Räuber
- 1963: Der Musterknabe (de)
- 1963: Ist Geraldine ein Engel ?
- 1963: Ein Alibi zerbricht
- 1963: La Marraine de Charley
- 1963: Im singenden Rößl am Königssee
- 1963: Schwejks Flegeljahre (de)
- 1964 : Hilfe, meine Braut klaut (de)
- 1964 : Das hab ich von Papa gelernt
- 1964 : Happy-End am Wörthersee (de)

## Source de la traduction
- (de) Cet article est partiellement ou en totalité issu de l’article de Wikipédia en allemand intitulé « Herbert Janeczka » (voir la liste des auteurs).